# Памятник на месте расстрела рабочих 2 июля 1907 года
Памятник на месте расстрела рабочих 2 июля 1907 года — памятник в Старопромысловском районе Грозного.

## История
В июне 1907 года участковый пристав Грозненских нефтяных промыслов получил приказ генерал-губернатора Терской области арестовать несколько рабочих, «вредно влияющих на общественное спокойствие». В ночь на 19 июня (2 июля) 1907 года были арестованы семь человек, занимавшихся революционной агитацией. Их не успели довести до полицейского участка, когда весь район был разбужен заводскими гудками. К участку стали стягиваться толпы рабочих. Около 2 тысяч собравшихся требовали освобождения своих товарищей. В ответ полицейские и казаки дали по рабочим два залпа. На месте погибли 11 человек, ещё 23 были тяжело ранены. Чтобы почтить память погибших товарищей, рабочие чугунолитейного завода Хохлова отлили чугунную плиту, которую возложили на братскую могилу.
В 1956 году на месте расстрела был установлен обелиск, который в 1982 году был заменён на памятник. Он представлял собой три круглых барабана, установленных на квадратном основании. Из верхнего барабана вверх поднимался конусовидный шпиль, обвитый металлической лентой с рельефной пятиконечной звездой. На памятнике была надпись: «Здесь 2 июля 1907 года царские войска расстреляли демонстрацию рабочих, требовавших освобождения арестованных товарищей».
В 1977 году на братской могиле погибших был установлен памятник.
В начале 1990-х годов, после обострения ситуации в Чечне, памятник был демонтирован.